# Cementiri d'Arenys de Mar
|  | «Cementiri de Sinera» redirigeix aquí. Si cerqueu el llibre de Salvador Espriu, vegeu «Cementiri de Sinera (llibre)». |

El cementiri d'Arenys de Mar, també conegut com a cementiri de Sinera, és el cementiri municipal d'Arenys de Mar. Es troba davant la mar, al capdamunt del Turó de la Pietat, a ponent de la població. És un exemple característic dels cementiris mariners mediterranis. Va ser glossat pel poeta Salvador Espriu (que el batejà com a Cementiri de Sinera, invertint les lletres del nom de la vila), i el poemari Cementiri de Sinera duu el seu nom.
Constitueix un conjunt d'art funerari de gran interès artístic, amb sepulcres i panteons d'època modernista projectats i esculpits durant les dues primeres dècades del segle xx. S'hi troben panteons d'estils diversos i modernistes, com el panteó d'Iu Bosch, de l'arquitecte Enric Sagnier i Villavecchia i obres escultòriques de notable bellesa, d'artistes modernistes de renom com ara Josep Llimona i Venanci Vallmitjana.
Al cementiri es troben enterrats Salvador Espriu, els escriptors arenyecs Josep Maria Arnau, Fèlix Cucurull i Lluís Ferran de Pol i el filòleg i papiròleg, fill adoptiu d'Arenys, Ramon Roca i Puig.

## Descripció
El cementiri d'Arenys de Mar és el resultat de tres fases constructives successives, des de mitjan segle xix fins a la segona dècada del segle xx, que han conformat tres sectors amb caràcter i composició diferents però que mantenen un equilibri harmònic i ambiental que constitueix un dels valors més rellevants d'aquest cementiri.
El sector nord està conformat per un bloc de nínxols adossats a les tanques del cementiri. Els espais restants estan ocupats per vials i per sepultures.
En el sector central hi ha ubicada la capella i la major part de les sepultures amb els elements escultòrics més rellevants, tot amb una composició simètrica en la qual el passadís central i la capella se situen en l'eix de l'accés principal.
El sector sud està configurat per trams de nínxols adossats a les parets laterals de les façanes est i oest. A la façana principal, on està situat l'accés, es troben adossades les dependències annexes i de serveis del cementiri. L'espai central està enjardinat sòbriament amb xiprers i una composició simètrica de vials.
Destaca la riquesa ornamental de les escultures, tombes i sepultures en contrast amb l'austeritat cromàtica en què predomina el color verd dels xiprers amb el blanc dels murs i peces de marbre i els colors clars de les pedres ornamentals. I, sobretot, la memòria del poeta Salvador Espriu, que va mitificar aquest indret en la seva obra Cementiri de Sinera, i que va voler ser-hi enterrat.

## Béns mobles
La declaració de bé cultural d'interès nacional, en la categoria de monument històric, comprèn també uns béns mobles vinculats al cementiri.
| Denominació                                           | Tècnica                                | Autor                                                   | Època          | Imatge                                          |
| ----------------------------------------------------- | -------------------------------------- | ------------------------------------------------------- | -------------- | ----------------------------------------------- |
| Sepulcre dels pares del bisbe Jaume Català            | Talla de pedra                         | anònim                                                  | 1895           | Sepulcre dels pares del bisbe Jaume Català      |
| Sepulcre de la família Solà-Vinardell                 | Talla de marbre                        | Venanci Vallmitjana                                     | 1902-1905      | Sepulcre de la família Solà-Vinardell           |
| Sepulcre de Bonaventura Aran i Vies                   | Talla i fosa de pedra i bronze         | anònim                                                  |                | Sepulcre de Bonaventura Aran i Vies             |
| Sepulcre de la família Majó                           | Talla de marbre                        | Josep Carcassó i Font                                   | 1881-1885      | Sepulcre de la família Majó                     |
| Sepulcre de Joan Baptista Cassà i Camús               | Talla i forja de pedra, marbre i ferro |                                                         | 1890-1900      | Sepulcre de Joan Bta. Cassà i Camús             |
| Sepulcre de Joan Roura                                | Talla de marbre                        | Josep Carcassó i Font                                   | vers 1891      | Sepulcre de Joan Roura                          |
| Sepulcre de la família Córdoba de Hita                | Talla de marbre i pedra                | Joan Barrera                                            | vers 1870      |                                                 |
| Panteó de la família de Zenon Massuet i Castañé       | Talla i forja de pedra i ferro         | anònim                                                  | vers 1918      | Panteó de la família de Zenon Massuet i Castañé |
| Sepulcre de la família Soler-Ministral                | Talla de pedra                         | Josep Planas i Fàbregas                                 | 1925-1935      |                                                 |
| Sepulcre de Francesc Massaguer i Campins              | Talla de marbre i pedra                | Josep Llimona                                           | vers 1922      | Sepulcre de Francesc Massaguer i Campins        |
| Sepulcre de Josep Arnau i Preses                      | Talla de marbre                        | Venanci Vallmitjana                                     | 1907           | Sepulcre de Josep Arnau i Preses                |
| Conjunt de nou nínxols de luxe                        | Talla de pedra i marbre                |                                                         | 1918-1920      | Conjunt de nou nínxols de luxe                  |
| Sepulcre d'Emília de Rovira i Preses                  | Talla de marbre blanc i marbre negre   | Auguste Maillard                                        | 1928           | Sepulcre d'Emília de Rovira i Preses            |
| Sepulcre de la família d'Andreu Guri i Sala           | Talla de marbre                        | germans Ventura                                         | vers 1908      | Sepulcre de la família d'Andreu Guri i Sala     |
| Sepulcre de la família Fontcuberta                    | Talla i fosa de pedra i bronze         | disseny de Cèsar Martinell, escultura de Frederic Marès |                |                                                 |
| Sepulcre de la família Vidal Formentí                 | Talla de marbre i pedra                | Joan Barrera i Ferrer                                   | 1915-1930      | Sepulcre de la família Vidal Formentí           |
| Sepulcre d'Andreu Lloveras i Riera                    | Talla de marbre i pedra                | Josep M. Barnadas                                       | vers 1896      | Sepulcre d'Andreu Lloveras i Riera              |
| Sepulcre de la família Mundet                         | Talla i fosa de marbre, pedra i bronze | Josep Llimona                                           | 1901-1907      | Sepulcre de la família Mundet                   |
| Panteó de la família d'Iu Bosch                       | Talla de pedra                         | anònim (atribuït a Enric Sagnier)                       | vers 1915      | Panteó de la família d'Iu Bosch                 |
| Sepulcre de la família Camps-Ombrabella               | Talla de marbre i pedra                | Antonio Vieto                                           | dècada de 1910 | Sepulcre de la família Camps-Ombrabella         |
| Sepulcre de la família Sagrera                        | Talla de marbre                        | A. Clarí                                                | vers 1907      |                                                 |
| Panteó d'Ignàsia Tarré (dels esposos Vinardell-Tarré) | Talla de pedra i marbre                | Antoni Rovira Rabassa                                   | 1887           | Panteó dels esposos Vinardell-Tarré             |